# Scirpus microcarpus
Scirpe à nœuds rouges, Scirpe à gaines rouges
Espèce
Scirpus microcarpus, en français Scirpe à nœuds rouges ou Scirpe à gaines rouges, est une espèce de plantes herbacées de la famille des Cyperaceae.